# (433) Eros
(433) Eros – planetoida z grupy Amora.

## Odkrycie
Planetoida została odkryta 13 sierpnia 1898 roku w Berlinie przez astronoma Carla Gustava Witta. Tej samej nocy planetoidę tę sfotografował również w Nicei Auguste Charlois, jednak odkrycie jest przyznawane wyłącznie Carlowi Wittowi.
Obiekt ten nosi imię mitologicznego boga miłości i namiętności seksualnej Erosa. Przed nadaniem nazwy planetoida nosiła oznaczenie tymczasowe (433) 1898 DQ.

## Orbita
Orbita Erosa nachylona jest do płaszczyzny ekliptyki pod kątem 10,83°. Na jeden obieg wokół Słońca potrzebuje około 1 roku i 278 dni, krążąc w średniej odległości 1,46 au. Średnia prędkość orbitalna wynosi ok. 24,36 km/s.
Eros należy do grupy Amora, planetoid zbliżających się w obiegu wokół Słońca do orbity Ziemi.

Planetoida (433) Eros sfotografowana podczas przelotu sondy NEAR, 19 września 2000

31 stycznia 2012 planetoida znalazła się w odległości 26,7 milionów kilometrów (0,178 au) od Ziemi, było to jej najbliższe przejście od 1975. Podobnie blisko Ziemi znajdzie się ponownie w 2056.

## Właściwości fizyczne

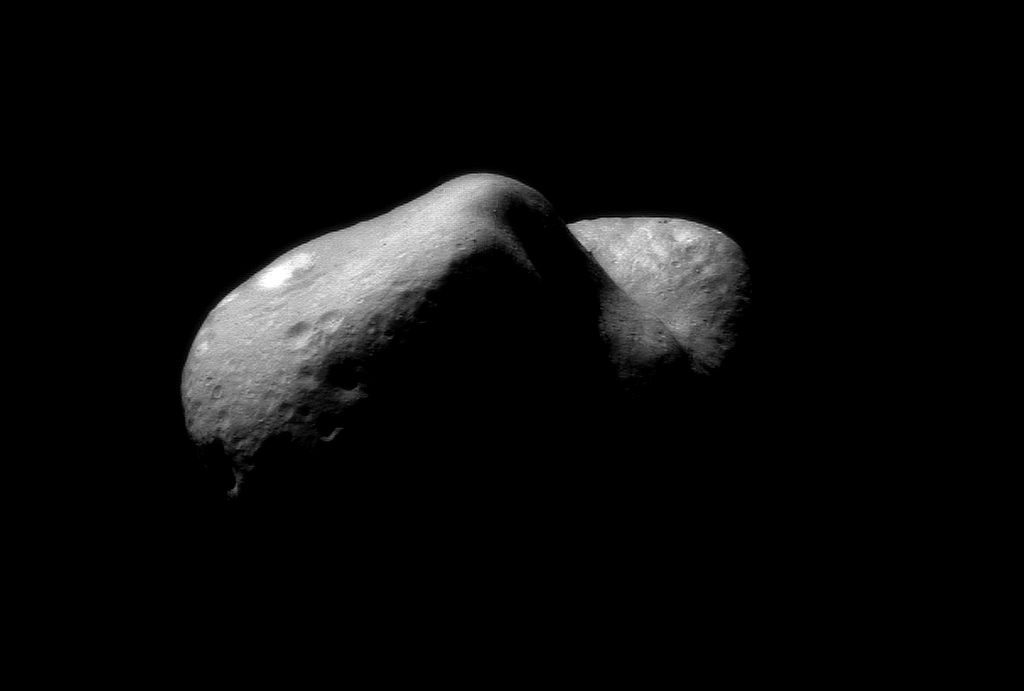
Eros – mozaika zdjęć

(433) Eros ma bardzo nieregularny kształt, jego rozmiary to 34,4 × 11,2 × 11,2 km. Jego albedo wynosi 0,25, a jasność absolutna to 11,2m. Średnia temperatura na powierzchni to ok. 227 K (> 100 °C po stronie nasłonecznionej, −150 °C po stronie nocnej). Planetoida ta zaliczana jest do typu S. Zawiera 20 mld ton aluminium, a także sporą ilość innych metali, jak złoto, platyna i cynk. Jej powierzchnia jest pokryta regolitem, którego grubość i skład pozostaje tematem badań. Większość regolitu na powierzchni Erosa powstała prawdopodobnie w wyniku licznych, małych zderzeń z innymi planetoidami. Jest też wiele kraterów uderzeniowych.

## Badania bezpośrednie

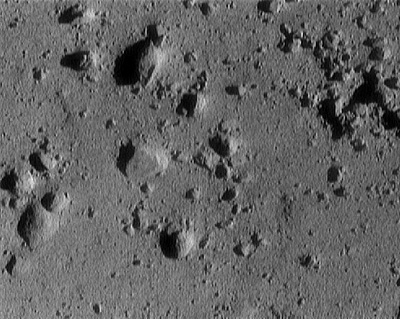
Planetoida Eros z wysokości około 250 metrów (obszar na zdjęciu ma 12 metrów szerokości). Zdjęcie wykonane przez NEAR Shoemaker tuż przed lądowaniem.

Eros był celem wyprawy sondy NEAR, która dokonała lądowania na powierzchni planetoidy 12 lutego 2001 roku. Sonda zebrała sporo informacji o planetoidzie, m.in. przesłała na Ziemię około 160 tysięcy fotografii obiektu. Ostatnie zdjęcia wykonane przez tę sondę pokazują szczegóły wielkości rzędu kilkunastu centymetrów.

## Lista tworów geologicznych

### Regiony
Regiony na Erosie zostały nazwane na cześć współodkrywców tej planetoidy.
| Region         | Nazwa pochodzi od |
| -------------- | ----------------- |
| Charlois Regio | Auguste Charlois  |
| Witt Regio     | Gustav Witt       |

### Grzbiety górskie
Formacje te nazwano na cześć astronomów, którzy zajmowali się badaniem Erosa.
| Grzbiet górski | Nazwa pochodzi od      |
| -------------- | ---------------------- |
| Finsen Dorsum  | William Stephen Finsen |
| Hinks Dorsum   | Arthur Robert Hinks    |

### Kratery
Kratery uderzeniowe na Erosie noszą imiona słynnych kochanków z legend, mitologii i literatury. Jeden z kraterów nosi nazwę od święta zakochanych – Walentynek (krater Valentine), inny – postaci historycznej (Casanova).
| Krater      | Nazwa pochodzi od                                                                    |
| ----------- | ------------------------------------------------------------------------------------ |
| Abelard     | Piotr Abelard                                                                        |
| Aida        | Aida, bohaterka opery Aida                                                           |
| Avtandil    | Awtandil z gruzińskiej epopei narodowej Szoty Rustaweliego Rycerz w tygrysiej skórze |
| Bovary      | Madame Bovary                                                                        |
| Casanova    | Casanova                                                                             |
| Catherine   | Cathy z Wichrowych wzgórz                                                            |
| Cupid       | Kupidyn                                                                              |
| Don Juan    | Don Juan                                                                             |
| Don Quixote | Don Kiszot                                                                           |
| Dulcinea    | Dulcynea                                                                             |
| Eurydice    | Eurydyka                                                                             |
| Fujitsubo   | Fujitsubo z Opowieści o księciu Promienistym                                         |
| Galatea     | Galatea                                                                              |
| Gamba       | Marina Gamba, matka dzieci Galileusza                                                |
| Genji       | Hikaru no Genji z Opowieści o księciu Promienistym                                   |
| Heathcliff  | Heathcliff z Wichrowych wzgórz                                                       |
| Himeros     | Himeros                                                                              |
| Hios        | Chios                                                                                |
| Jahan       | Szach Jahan                                                                          |
| Kastytis    | Kastytis, kochanek Juraty (folklor litewski)                                         |
| Leander     | Leander                                                                              |
| Leylie      | Lajla z Lajla i Madżnun autorstwa Maulana Dżami                                      |
| Lolita      | Lolita                                                                               |
| Mahal       | Mumtaz Mahal                                                                         |
| Majnoon     | kochanek Lajli z Lajla i Madżnun                                                     |
| Mélisande   | Melisanda                                                                            |
| Narcissus   | Narcyz                                                                               |
| Orpheus     | Orfeusz                                                                              |
| Pao-yu      | Jia Baoyu z powieści Sen czerwonego pawilonu                                         |
| Pelléas     | Peleasz                                                                              |
| Psyche      | Psyche                                                                               |
| Pygmalion   | Pigmalion                                                                            |
| Radames     | Radames                                                                              |
| Selene      | Selene                                                                               |
| Tai-yu      | Lin Daiyu z powieści Sen czerwonego pawilonu                                         |
| Tutanekai   | Tutanekai (mitologia polinezyjska)                                                   |
| Valentine   | Święty Walenty                                                                       |